# Панасівка (Залозецька селищна громада)
Пана́сівка —  село в Україні, у Залозецькій селищній громаді Тернопільського районі Тернопільської області.  Адміністративний центр колишньої Панасівської сільської ради (до 2020 року), якій було підпорядковане село Чорний Ліс. 
До Панасівки приєднано хутори Баранівка, Дерешівка, Якоби. Розташоване на річці Серет, на півночі району.
Населення — 384 осіб (2007).

## Географія
Поруч села протікає річечка Серет Лівий.

## Населення

### Мова
Розподіл населення за рідною мовою за даними перепису 2001 року:
| Мова       | Кількість | Відсоток |
| ---------- | --------- | -------- |
| українська | 426       | 100%     |

## Історія
Перша писемна згадка — 1570 року.
в 1914 році в селі проживало 968 осіб 
Діяли «Просвіта», «Луг», «Рідна школа», кооператива та інші товариства.
27 листопада 1944 поблизу Панасівки відбувся бій 2-х сотень вояків УПА (сотенн і «Меч» та "Сокіл ") із гарнізонами більшовиків.
За сприянням і фінансової підтримки депутата Зборівської районної ради прот. Василя Хоміцького в місцевому клубі в одній із кімнат в 2014 р. було відкрито музей Повстанської слави, приурочений найбільшому  бою між УПА і НКВД на Тернопільщинні. Також ініціатором музею о. Василем Хоміцьким написана пісня про ті буремні події в селі: Панасовецький край .
12 червня 2020 року, відповідно до розпорядження Кабінету Міністрів України № 724-р «Про визначення адміністративних центрів та затвердження територій територіальних громад Тернопільської області» увійшло до складу Залозецької селищної громади.
19 липня 2020 року, в результаті адміністративно-територіальної реформи та ліквідації Зборівського району, село увійшло до складу Тернопільського району.

## Релігія
Є церква святих чудотворців і безсрібників Косми і Дам'яна (1889, мурована).
Статут релігійної громади «Парафія Святих Чудотворців Безсребреників Косми і Дем'яна» зареєстрований рішенням виконавчого комітету Тернопільської обласної ради народних депутатів від 22 жовтня 1991 № 246.

## Пам'ятки
Споруджено пам'ятники воїнам-односельцям, полеглим у німецько-радянській війні (1970), Борцям за волю України і санітарові УПА В. Вишневському, братську могилу на місці поховання 66-ти вояків УПА.
Скульптури святого Миколая
Щойновиявлені пам'ятки історії. 
Перша скульптура:
Розташована біля дороги на кладовище. Виготовлена з каменю самодіяльними майстрами та була встановлена 1849 року. Постамент — 0,8х0,8 м, висота 1,65 м; висота скульптури 0,95 м, площа 0,0007 га.
Друга скульптура:
Розташована на роздоріжжі біля будинку культури. Виготовлена з каменю самодіяльними майстрами та була встановлена 1849 року. Постамент — 1,2х1,4 м, висота 2,4м; висота скульптури 1,5 м, площа 0,0009 га.

## Соціальна сфера
Працюють загальноосвітня школа І ступеня, клуб, бібліотека, ФАП, торговельний заклад, філіал Залозецького краєзнавчого музею "музей Повстанської слави".

## Галерея

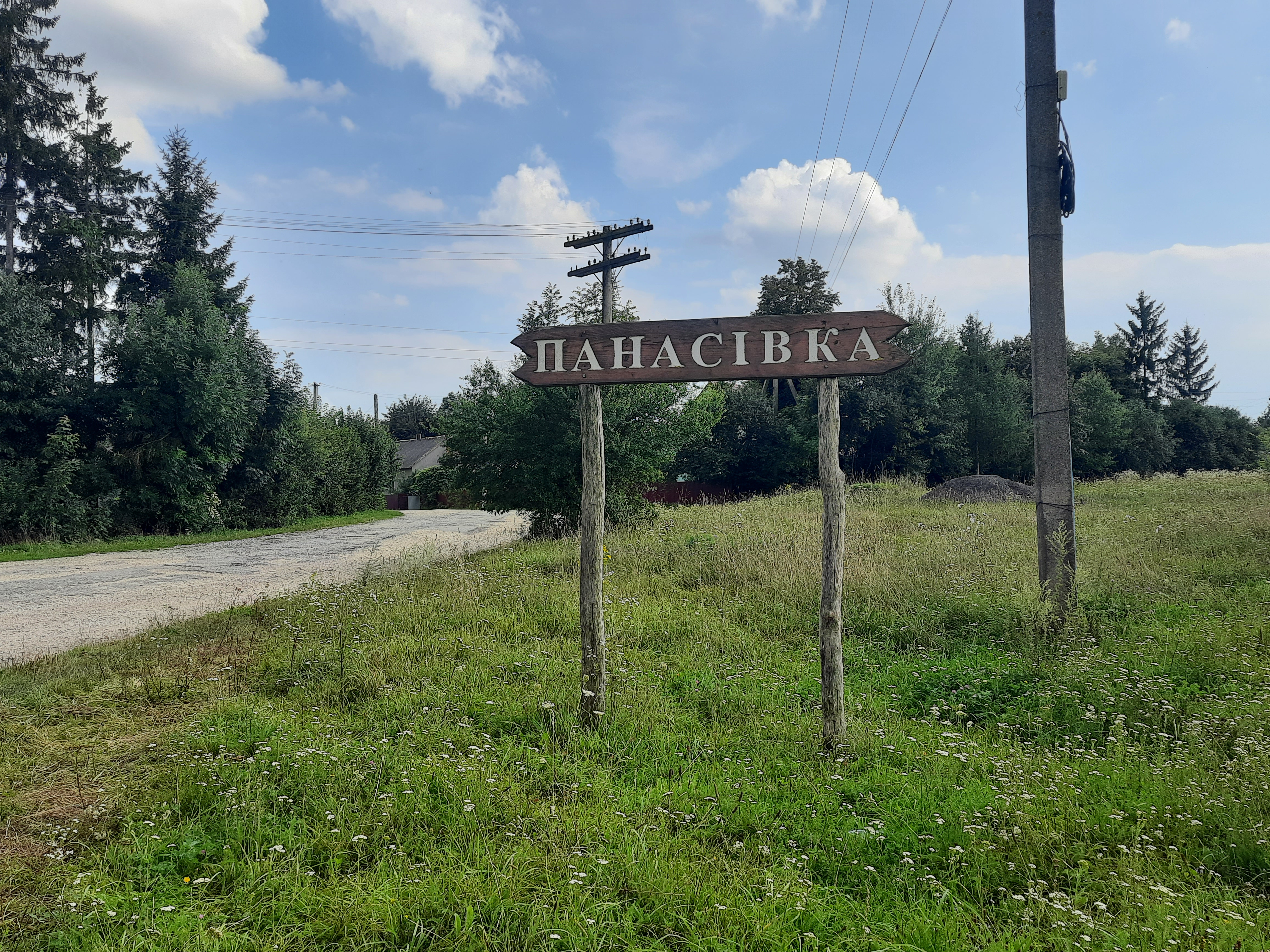
Знак при в'їзді в село
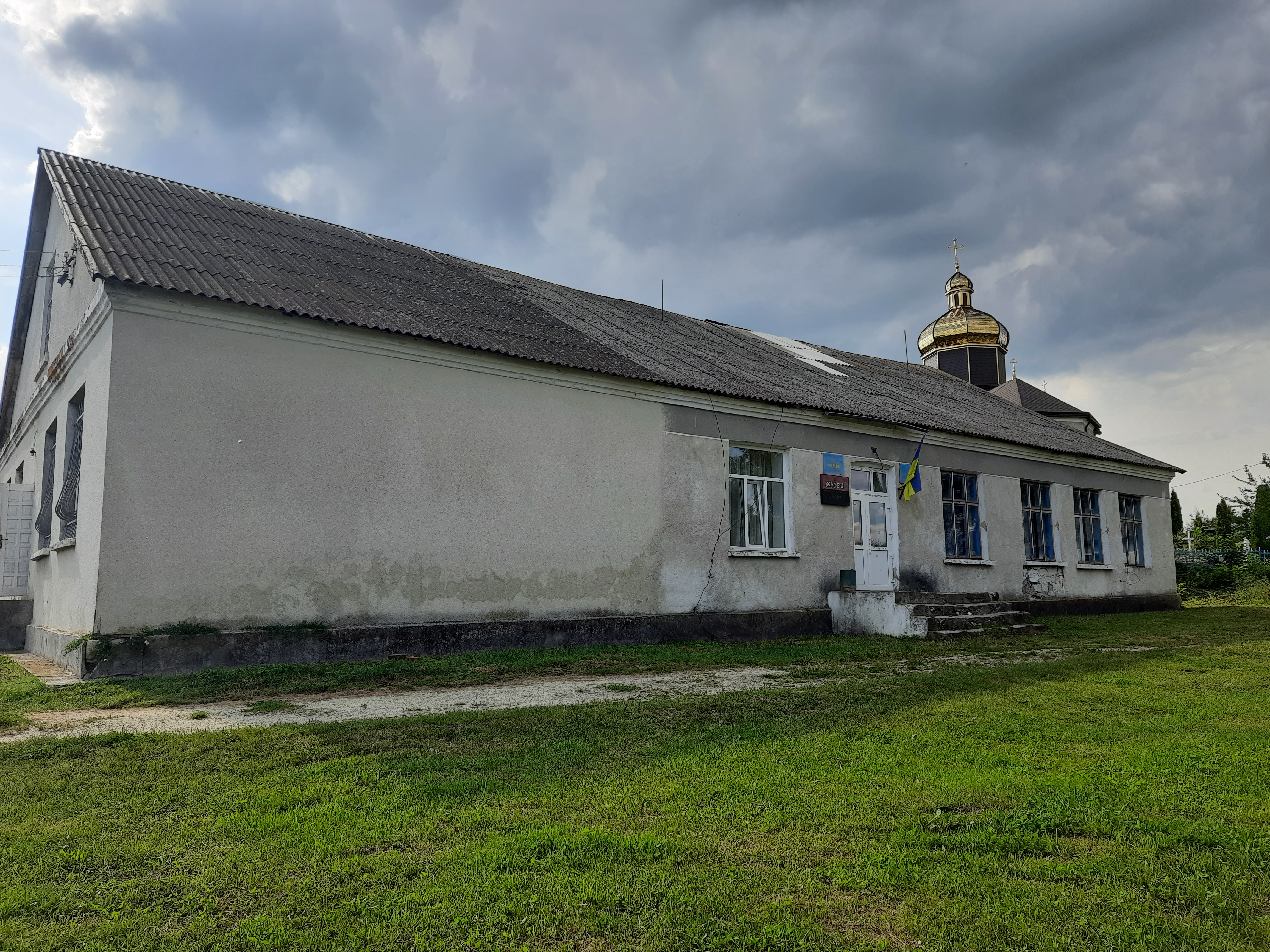
Музей повстанської слави
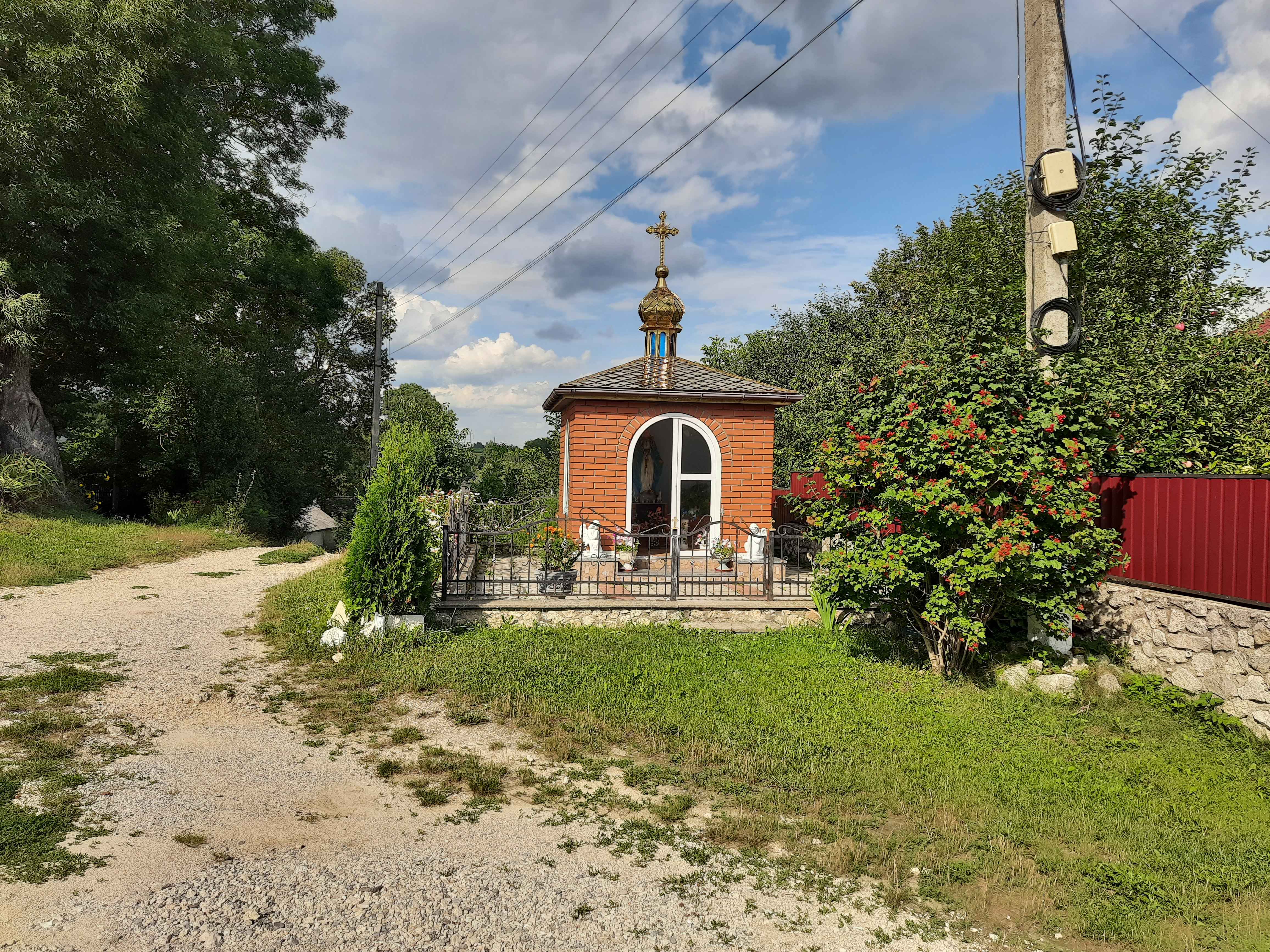
Капличка
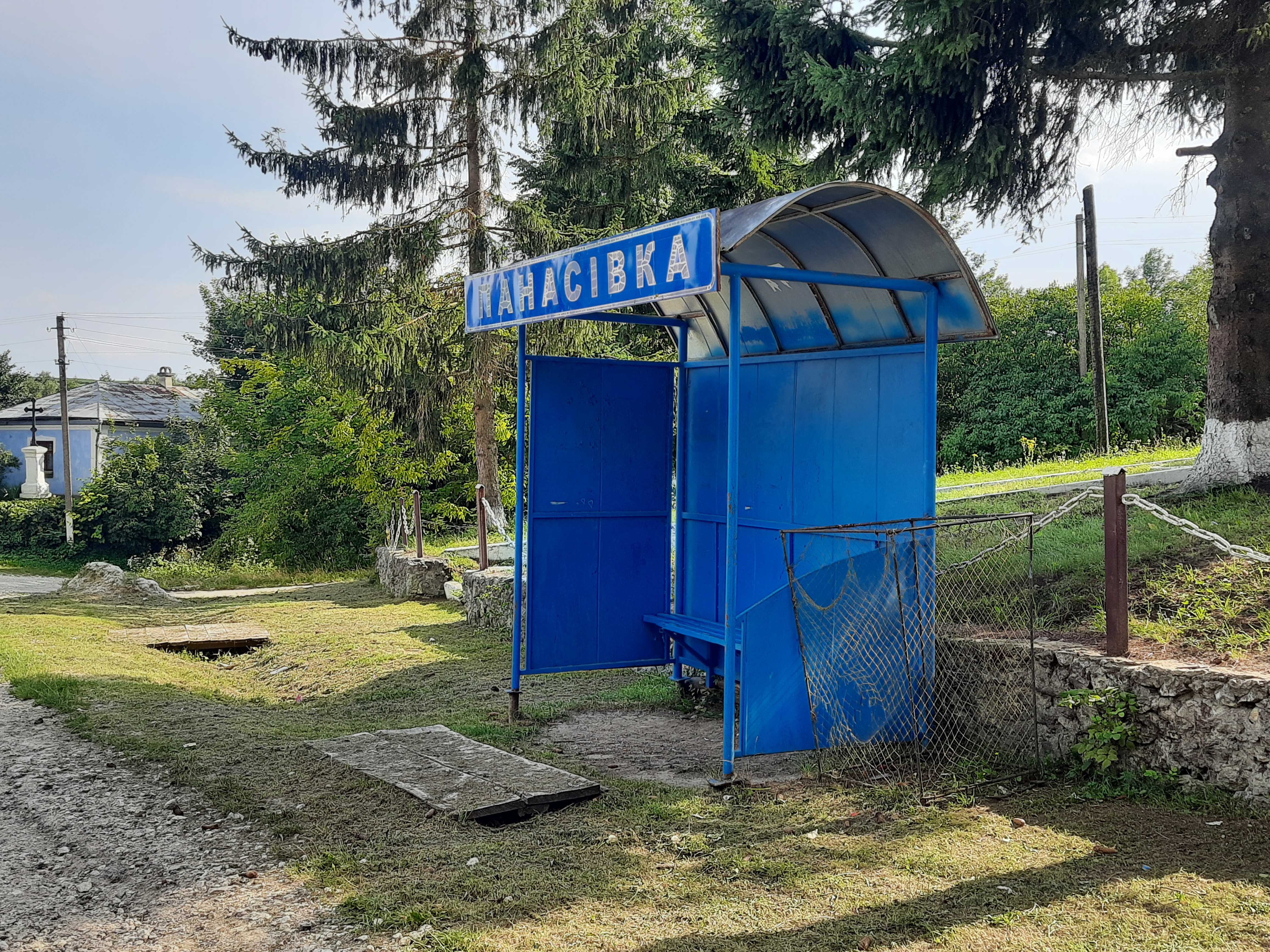
Автобусна зупинка
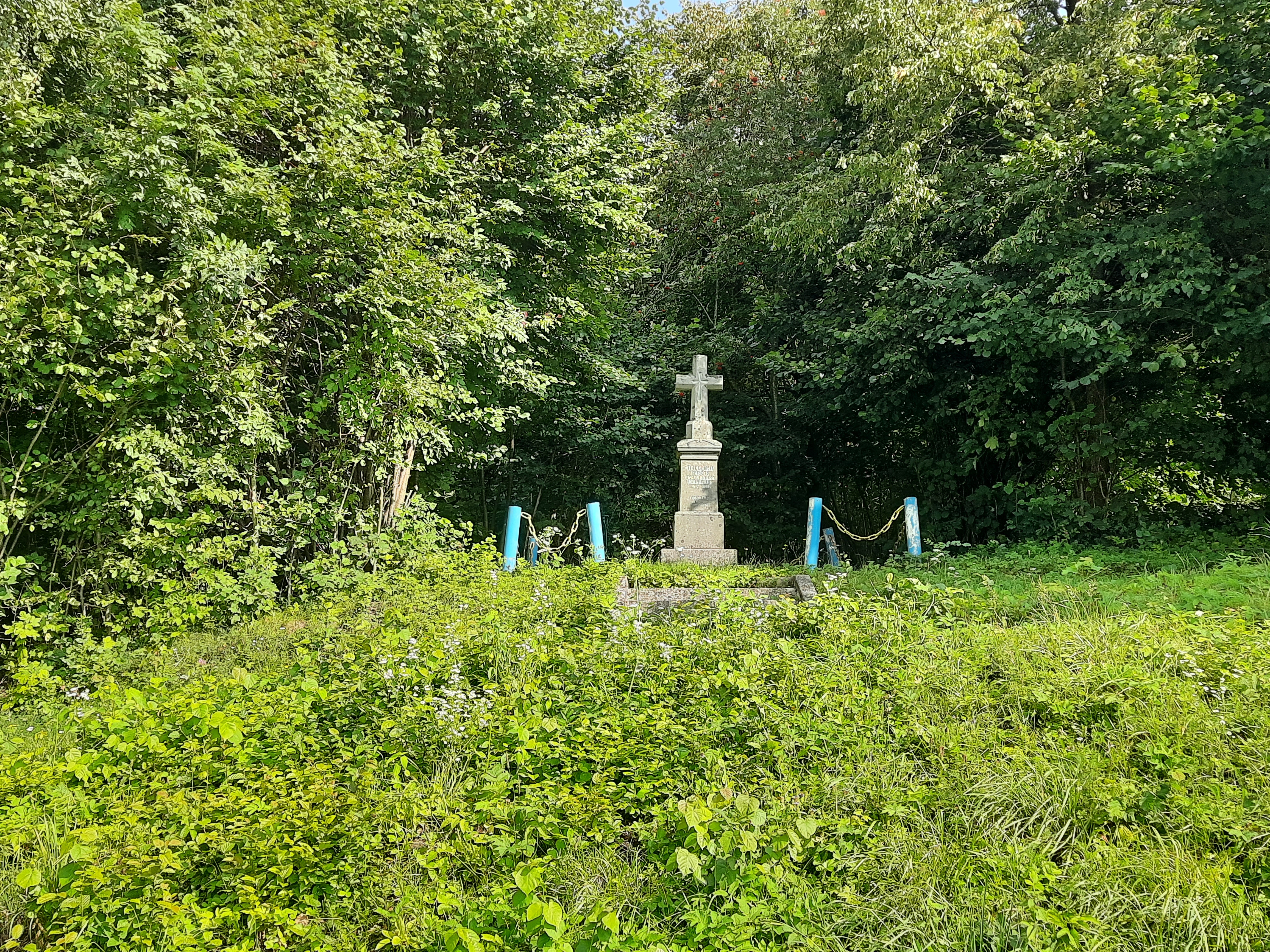
Пам'ятний хрест з нагоди скасування панщини